# Fucellia assimilis
Fucellia assimilis är en tvåvingeart som beskrevs av Malloch 1918. Fucellia assimilis ingår i släktet Fucellia och familjen blomsterflugor. Inga underarter finns listade i Catalogue of Life.